# Хејзел Крест (Илиноис)
Хејзел Крест (енгл. Hazel Crest) град је у америчкој савезној држави Илиноис.

## Демографија
По попису из 2010. године број становника је 14.100, што је 716 (-4,8%) становника мање него 2000. године.
| Група             | 2000.          | 2010.          |
| Белци             | 2.708 (18,3%)  | 1.269 (9,0%)   |
| Афроамериканци    | 11.308 (76,3%) | 12.009 (85,2%) |
| Азијати           | 138 (0,9%)     | 92 (0,7%)      |
| Хиспаноамериканци | 494 (3,3%)     | 527 (3,7%)     |
| Укупно            | 14.816         | 14.100         |